# Syrian Pearl Airlines
Syrian Pearl Airlines fue aerolínea privada de corta vida con base en Siria. Syrian Pearl nació fruto de la colaboración entre la aerolínea estatal Syrian Arab Airlines, Cham Holding, Kuwaiti Aqeela, Aqeeq Aviation Holdings y Dashti Group. 

## Historia
En 2008, un recién llegado entró en el mercado bajo el nombre de Syrian Pearl Airlines, que era propiedad de Cham Holding en un 69% (principal accionista Rami Makhlouf), Syrian Air en un 25% y Aqeeq Aviation/Aquila Holding en un 6% (Aqeeq y Al Deshtei Kuwaiti).
En 2009, la aerolínea española Orionair, que arrendaba sus aeronaves a Syrian Pearl, fue objeto de sanciones por parte del gobierno estadounidense por prestar sus servicios a Siria.
La asociación con Syrian Air le dio a Syrian Pearl la oportunidad de operar vuelos regulares, a diferencia de Cham Wings, que tuvo dificultades para operar vuelos chárter a destinos que Syrian Air apenas aprueba. Aunque Syrian Pearl nunca inició sus operaciones, Cham Wings no pudo obtener ganancias operando solo vuelos chárter. La compañía finalizó sus operaciones en 2011 tras el comienzo de la guerra civil siria.

## Destinos
Syrian Pearl Airlines operaba vuelos a los siguientes destinos:
| País  | Destinos    | Aeropuertos                                         |
| ----- | ----------- | --------------------------------------------------- |
| Siria | Alepo       | Aeropuerto Internacional de Alepo (hub secundario)  |
| Siria | Damasco     | Aeropuerto Internacional de Damasco (hub principal) |
| Siria | Deir ez-Zor | Aeropuerto de Deir ez-Zor                           |
| Siria | Latakia     | Aeropuerto Internacional Basel al-Ásad              |
| Siria | Qamishli    | Aeropuerto de Qamishli                              |

## Flota
La flota de Syrian Pearl Airlines incluyó las siguientes aeronaves:
| Aeronaves             | Total | Introducido | Retirado | Matrículas      | Notas                 |
| --------------------- | ----- | ----------- | -------- | --------------- | --------------------- |
| British Aerospace 146 | 2     | 2009        | 2011     | EC-JVO y EC-JVJ | Operados por Orionair |